# The Human Equation
Albums de Ayreon
Ayreonauts Only
(2000) 01011001
(2008)
The Human Equation est le sixième album studio du projet Ayreon. Un total de 11 chanteurs ont participé au projet. La musique et les arrangements musicaux ont été créés par Arjen Anthony Lucassen. Il s'agit d'un des plus célèbres metal opera.
The Human Equation a été interprété pour la première fois en live dans son intégralité dans une production théâtrale appelée The Theater Equation. Quatre représentations ont eu lieu au théâtre Luxor de Rotterdam entre le 18 et le 21 septembre 2015. Ce fut également la première performance live du projet Ayreon. 

## Histoire
Un homme est dans le coma après un terrible accident de voiture. Mais l'accident est étrange: il a eu lieu en plein jour, sans aucun autre véhicule sur la route. Sa femme et son meilleur ami sont à son chevet, et essaient de comprendre ce qu'il s'est passé en attendant sa guérison.
Incapable de communiquer, l'homme est en fait conscient et se trouve prisonnier dans un monde étrange où ses émotions personnifiées le mettent face aux choix qu'il a faits dans sa vie et à leurs conséquences.
L'homme a perdu la mémoire, mais les émotions ravivent ses souvenirs l'un après l'autre et le puzzle des évènements se reconstitue finalement. Il comprend alors que le seul moyen de sortir de son coma est de s'échapper de cette prison émotionnelle.

## Titres

### Disque 1
1. Day One: Vigil – 1:33
2. Day Two: Isolation – 8:42
3. Day Three: Pain – 4:58
4. Day Four: Mystery – 5:37
5. Day Five: Voices – 7:09
6. Day Six: Childhood – 5:05
7. Day Seven: Hope – 2:47
8. Day Eight: School – 4:22
9. Day Nine: Playground – 2:15
10. Day Ten: Memories – 3:57
11. Day Eleven: Love – 4:18

### Disque 2
1. Day Twelve: Trauma – 8:59
2. Day Thirteen: Sign – 4:47
3. Day Fourteen: Pride – 4:42
4. Day Fifteen: Betrayal – 5:24
5. Day Sixteen: Loser – 4:46
6. Day Seventeen: Accident – 5:42
7. Day Eighteen: Realization – 4:31
8. Day Nineteen: Disclosure – 4:42
9. Day Twenty: Confrontation – 7:03

Toutes les chansons composées par Arjen Anthony Lucassen sauf : 
- Les paroles de Love pour la chanson Day Thirteen: Sign ont été composées par Heather Findlay.
- Les paroles d'Agony pour la chanson Day Seventeen: Accident ont été composées par Devon Graves.
- Les paroles de Rage pour les chansons Day Three: Pain, Day Eight: School et Day Sixteen: Loser ont été composées par Devin Townsend.

## Éditions
- Regular Edition: 2 CD
- Special Edition: 2 CD et un DVD.
- Limited Deluxe Edition: 2 CD, 1 DVD et un livret de 36 pages.

## DVD
- Inside [45:27] - Revue de tournage.
- Concept [3:05] - Le concept derrière The Human Equation
- Drums [3:32] - Ed Warby à la batterie.
- Video [3:49] - Clip video de "Day Eleven: Love".
- Teaser [1:28] - Bande annonce.

## Personnel

### Voix
- James LaBrie (Dream Theater) jouant le rôle de "Me"
- Mikael Åkerfeldt (Opeth) jouant le rôle de "Fear"
- Eric Clayton (Saviour Machine) jouant le rôle de "Reason"
- Heather Findlay (en) (Mostly Autumn) jouant le rôle de "Love"
- Irene Jansen (en) (ex-Karma) jouant le rôle de "Passion"
- Magnus Ekwall (en) (The Quill (en)) jouant le rôle de "Pride"
- Devon Graves (en) (Dead Soul Tribe) jouant le rôle de "Agony"
- Marcela Bovio (Elfonía (en), Stream of Passion) jouant le rôle de "Wife"
- Mike Baker (en) (Shadow Gallery) jouant le rôle de "Father"
- Arjen Lucassen (Ayreon/Stream of Passion/Ambeon/Star One) jouant le rôle de "Best Friend"
- Devin Townsend (Strapping Young Lad/The Devin Townsend Project) jouant le rôle de "Rage"

### Instruments
- Arjen Lucassen - Toutes les guitares (électriques et acoustiques), guitare basse, mandoline, guitare hawaïenne, claviers, synthétiseur, Orgue Hammond.
- Ed Warby (Gorefest) - Batteries et percussion.

### Instruments acoustiques
- Robert Baba - Violons
- Marieke van den Broek - Violoncelles
- John McManus (Celtus, Mama's Boys)- Flûte basse sur Day Thirteen: Sign, Day Sixteen: Loser et Day Eighteen: Realization. Sifflet sur Day Eighteen: Realization.
- Jeroen Goossens - Flûte sur Day Three: Pain, Day Five: Voices, Day Nine: Playground, Day Fourteen: Pride et Day Eighteen: Realization. Flûte en sol sur Day Two: Isolation. Flûte basse sur Day Five: Voices et Day Fourteen: Pride. Flûte de pan sur Day Six: Childhood. Flûte à bec sur Day Thirteen: Sign. Didgeridoo sur Day Sixteen: Loser. on Day 16, Basson sur Day Eighteen: Realization.

### Claviers additionnels et solos
- Joost van den Broek (After Forever) - Solo de synthétiseur sur Day Two: Isolation. Épinette sur Day Thirteen: Sign.
- Martin Orford (IQ, Jadis) - Solo de synthétiseur sur Day Fifteen: Betrayal.
- Ken Hensley (Uriah Heep) - Solo d'orgue hammond sur Day Sixteen: Loser.
- Oliver Wakeman - Solo de synthétiseur sur Day Seventeen: Accident.